# Nodicia de Kesos
La Nodicia de Kesos, qu'on peut traduire littéralement par Liste de fromages est un texte écrit en astur-léonais[réf. souhaitée] daté approximativement des années 974-975. Il s'agit de l'un des plus anciens documents écrits en une langue romane (qui n'est donc plus du latin) de la péninsule Ibérique, découvert près de León et daté par Menéndez Pidal « con bastante exactitud » autour de l'année 980.
Le document est l'un des textes sur lesquels s'appuya Ramón Menéndez Pidal dans son livre de 1926 Orígenes del español pour rendre compte de l'état des langues romanes de la péninsule au Xe siècle,.
Le texte n'est qu'une note à vocation fonctionnelle : il s'agit de l'inventaire des fromages fait par le moine gestionnaire des denrées du monastère Saints Justo et Pastor, au village de La Rozuela, très proche de León. Il est écrit au verso d'un acte de donation daté de l'an 956. Comme il s'agit d'un parchemin réutilisé, cela implique que celle-ci a perdu sa valeur légale. C'est avec ce raisonnement que Ramón Menéndez Pidal proposa la date de 980 comme possible. Des études plus récentes de J.M. Fernández Catón et ses collaborateurs proposent une date légèrement antérieure, autour des années 974-975, grâce à une référence historique contenue dans le texte même, en l'occurrence la mention d'une visite du roi Ramiro III.
L'importance majeure de la Nodicia de Kesos réside dans le fait qu'il s'agit d'une annotation en une langue romane très primitive, exempte qui plus est du cadre strict du langage juridique de l'époque, qui était plein de formules latines répétitives. Ici, le moine écrit sans modèle, dans une forme totalement libre et spontanée. C'est pourquoi la langue utilisée devait être proche de celle qui était réellement parlée à cette époque.
L'original est conservé dans les archives de la cathédrale de León, sous la côte Manuscrito 852v.

## Le texte
Selon la récente édition de Fernández Catón et al., 2003, le texte tient sur deux colonnes, la première de 14 lignes et la seconde de 20, dont certaines sont difficilement lisibles :
| (Christus) Nodicia de kesos que espisit frater Semeno: In Labore de fratres In ilo ba- celare de cirka Sancte Ius- te, kesos U; In ilo alio de apate, II kesos; en que[e] puseron ogano, kesos IIII; In ilo de Kastrelo, I; In Ila uinia maIore, II | que lebaron en fosado, II, ad ila tore; que baron a Cegia, II, quando la talia- ron Ila mesa; II que lebaron LeIone; II ...s...en u...re... ...que.... ...c... ...e...u... ...alio (?) ... ... g...Uane Ece; alio ke le- ba de sopbrino de Gomi de do...a...; IIII que espi- seron quando llo rege uenit ad Rocola; I qua Salbatore Ibi uenit. |

Une version en castillan actuel pourrait être :

« Relación de los quesos que gastó el hermano Jimeno: En el trabajo de los frailes, en el viñedo de cerca de San Justo, cinco quesos. En el otro del abad, dos quesos. En el que pusieron este año, cuatro quesos. En el de Castrillo, uno. En la viña mayor, dos [...] que llevaron en fonsado a la torre, dos. Que llevaron a Cea cuando cortaron la mesa, dos. Dos que llevaron a León [...] otro que lleva el sobrino de Gomi [...] cuatro que gastaron cuando el rey vino a Rozuela. Uno cuando Salvador vino aquí. »